# L'Homme de ses rêves (téléfilm)
Pour plus de détails, voir Fiche technique et Distribution.
L'Homme de ses rêves est un téléfilm français réalisé par Christophe Douchand, diffusé le 19 septembre 2012 sur France 2, qui a fait partie de la sélection en compétition officielle du 14e Festival de la fiction TV de la Rochelle.

## Synopsis
Emma est mère divorcée qui vit avec ses deux filles, Blanche, l'aînée, et Violette. À la suite d'un entretien avec le professeur principal de Blanche, Emma impose à sa fille des cours de soutien scolaire avec Zac, un jeune et séduisant jeune homme.  Emma décide également de faire ses premiers pas sur des sites de rencontres. Sa fille et Zac décident de lui jouer un tour...

## Fiche technique
- Réalisation : Christophe Douchand
- Scénario : Mariamne Merlo avec la collaboration de Virgine Chanu et Frédérique Gore
- Musique : François Staal
- Photographie : Ludovic Colbeau-Justin
- Chef décorateur : Michel Éric
- Son : Philippe Richard
- Montage : Vincent Zuffranieri
- Durée : 94 minutes
- Genre : Comédie
- Date de diffusion :
  - 19 septembre 2012 sur France 2

## Distribution
- Laure Marsac : Emma
- Jeanne Ruff : Blanche
- Thierry Godard : David
- Jean-Yves Berteloot : Arnaud
- Joffrey Verbruggen : Zac
- Tiphaine Haas : Léa
- Juliette Arnaud : Lolo
- Marie-Christine Adam : Carole
- Apollonia Luisetti : Violette
- Hélène Degy : Paula
- Clément Moreau : Simon
- Fabio Zenoni : Jules
- Émilie Caen : La femme de Jules